# 西區 (臺中市)
西區位於臺灣臺中市中心，係由於1946年2月臺中市劃分區域時，其位於臺中市的西隅而得名:301，並與中區、東區、南區、北區、北屯區、西屯區、南屯區屬於臺中市都心區域。西區為臺中州廳的所在地，在臺中市政府遷至西屯區後，西區成為臺中市政府部分局處之所在地。

## 歷史
第二次世界大戰後，中華民國接收日本台灣總督府所轄之區域，將原台中州下台中市的末廣町、旭町、村上町、利國町、幸町、明治町、千歲町、壽町、川端町、後壠子、土庫、麻園頭、公館，合併成立「西區」。

## 舊地名
- 麻園頭仔：在臺灣大道二側到現在五期重劃區的文心路，也就是忠明里、公正里一帶，庄頭在今日SOGO百貨[來源請求]，原來是寸草不生的地方，農民只得種麻為生，一片片的麻園相連成林，因此得名。
- 後龍：現在西區在台灣大道以及五權交叉口一帶，均安宮為其庄頭廟，因為當地有一土壟蜿蜒，因此命名為後龍。
- 公館：為台中州廳所在，西區柳川以東的區域，相傳藍廷珍總兵在此設立一公館收取田租。
- 土庫：現在美術館一帶，與後龍庄以土庫溪為界。
- 大和村：1937年，在現在西區模範街附近，興建了大批日本和式住宅，供給在台中的中堅階級居住，因而形成一個充滿日本風味的社區。現在已經大多數改建為模範國宅和餐廳，目前只剩下一些零落的日式建築，點綴其間。

## 人口
根據臺中市政府民政局統計，2024年底西區戶數約4.9萬戶，人口計有113,890人，其中男性為53,437人，女性為60,453人，性別比約為88.39，是臺中市性別比最低的行政區。區內人口最多與最少的里分別是公正里與廣民里，2024年底兩里人口分別為7,763人與1,533人。

## 政治

### 區政組織

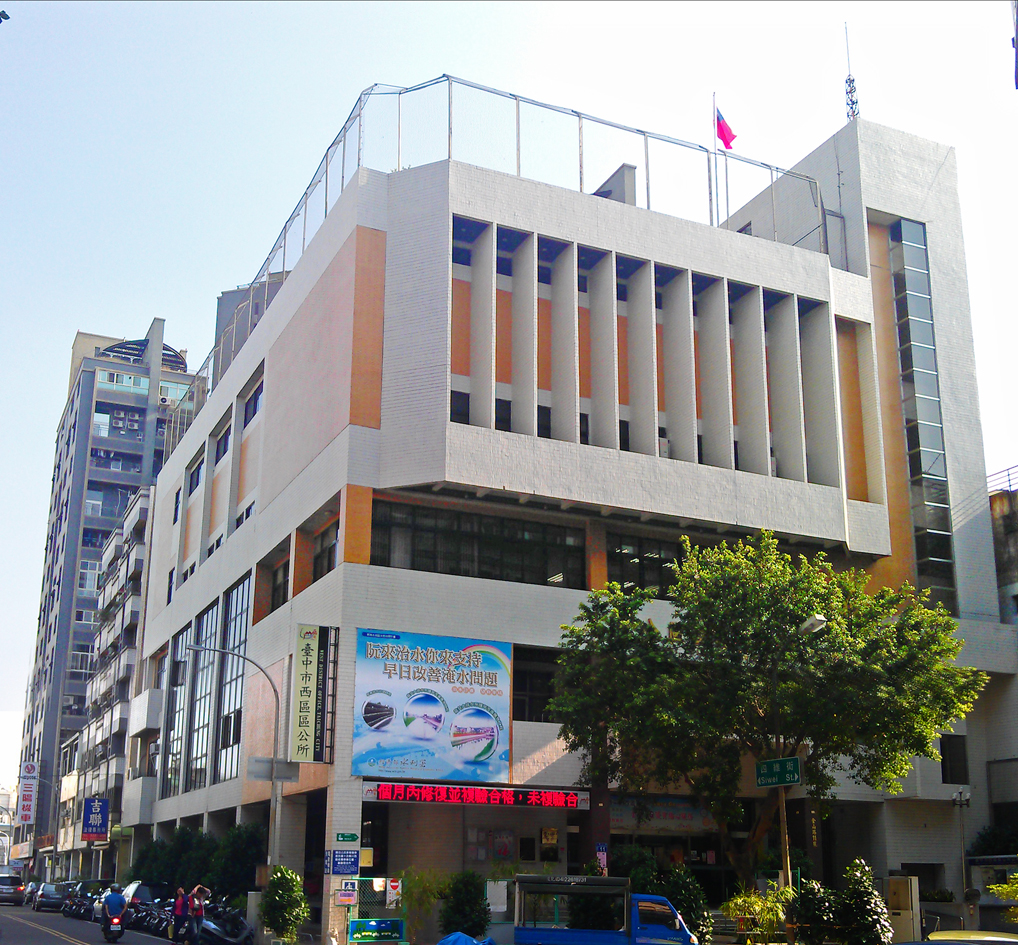
西區區公所

西區區公所是臺中市政府在西區的派出機關，在中華民國政府架構中為市政府綜理區政的執行機關，上級業務監督機關為臺中市政府。区长由市長任命，其任期為無任期保障。在區長及主任秘書之下，設有4課4室等8個內部單位。
西區區長是西區區公所之行政首長，由臺中市市長任命，承市長之命令，綜理區政，並指揮監督所屬員工，現任區長為王瑞嘉。

### 行政區劃
現今西區行政範圍的確立，來自於1946年臺中市調整行政區域時，合併壽町、明治町、千歲町、利國町、村上町、旭町、末廣町、川端町、幸町等9町及公館、後壠子等2大字設立的西區:19。西區的行政區劃轄有三民里、土庫里、大忠里、中興里、公平里、公正里、公民里、公益里、公德里、公館里、平和里、民生里、民龍里、吉龍里、安龍里、利民里、和龍里、忠明里、忠誠里、昇平里、東昇里、後龍里、廣民里、藍興里、雙龍里等25里，共計628鄰。

## 金融
總行單位
- 台中銀行總行、營業部、國外部

分行
- 臺灣銀行臺中分行
- 臺灣土地銀行西臺中分行
- 合作金庫銀行新中分行、中權分行、忠明南路分行
- 第一銀行臺中分行
- 華南銀行五權分行
- 彰化銀行北臺中分行
- 兆豐銀行中臺中分行、南臺中分行
- 臺灣中小企業銀行忠明分行
- 台中銀行西臺中分行
- 三信銀行林森分行
- 玉山銀行五權分行
- 台新銀行臺中分行
- 國泰世華銀行臺中分行、西臺中分行、中臺中分行、五權分行、南屯分行
- 中國信託銀行中港分行、科博館分行
- 台北富邦銀行臺中分行、中港分行、國美分行
- 永豐銀行臺中分行
- 上海商業儲蓄銀行中港分行
- 王道銀行臺中分行
- 新光銀行向上分行
- 陽信銀行臺中分行、向上分行
- 聯邦銀行民權分行
- 遠東銀行臺中公益分行
- 凱基銀行臺中分行
- 安泰銀行臺中分行
- 花旗(台灣)銀行中港分行
- 滙豐(台灣)銀行國美分行
- 星展(台灣)銀行民權分行、中興分行
- 泰國盤谷銀行臺中分行

## 教育

### 大專院校
- 國立臺中教育大學

### 高級中學
- 臺中市立臺中女子高級中等學校
- 臺中市立忠明高級中學（附設國中部）

### 國民中學
- 臺中市立居仁國民中學
- 臺中市立光明國民中學
- 臺中市立向上國民中學

### 國民小學
- 臺中市西區忠孝國民小學
- 臺中市西區忠明國民小學
- 臺中市西區忠信國民小學
- 臺中市西區大勇國民小學
- 臺中市西區大同國民小學
- 臺中市西區中正國民小學

### 其他
- 臺中市大墩社區大學
- 臺中市立圖書館西區分館
- 臺中市立圖書館大墩分館[10]

## 媒體

### 電視台
林鼎高峰大樓
- 華視中部新聞中心
- 中天中部新聞中心

大安通商大樓
- 公視中部新聞中心

### 廣播電台
- 大千電台：位於臺灣大道二段
- 全國廣播：位於臺灣大道二段

## 醫療
醫療機構
- 衛生福利部臺中醫院

## 交通

### 鐵路
臺灣鐵路管理局
- 台中線：五權車站

### 公車客運
- 台灣大道幹線公車 茄苳腳站、中正國小站、科博館站、忠明國小站：300、301、302、303、304、305、306、307、308、309、310
- 其他路線公車 1、5、8、11、21、23、25、26、27、30、37、40、45、48、50、51、52、55、56、72、75、77、79、81、89、99、101、107、158、159、202、203、241、270、271、276、277、290、323、324、325、326、525、900

### 公路
- 台1乙線：五權路
- 台12線：台灣大道
- 市道136號：南屯路
- 主要道路：公益路、美村路、林森路、精誠路、五權西路、忠明南路、英才路、東興路、向上路、民權路、自由路、三民路

### 公共自行車
臺中市公共自行車租賃系統（iBike）是臺中市政府推動的公共自行車租賃系統，2013年6月開始規劃建置，2014年7月18日開始營運，2017年5月16日使用次數突破一千萬人次，西區已於2014年10月18日正式引進YouBike1.0系統，至2020年12月30日起引進YouBike2.0系統，2023年6月28日全面停止營運YouBike1.0系統，改為僅營運YouBike2.0系統。資料截至2024年12月31日，YouBike2.0系統已於西區設有79個站點，並可甲地租車、乙地還車，提供民眾租借使用。

### 未來

#### 捷運
臺中捷運
- █ 藍線（規劃中）
- █ 紅線延伸南屯（規劃中）

## 旅遊

### 歷史古蹟
- 台中州廳與附屬建築群
- 台中市役所
- 大屯郡役所
- 臺灣省城儒考棚

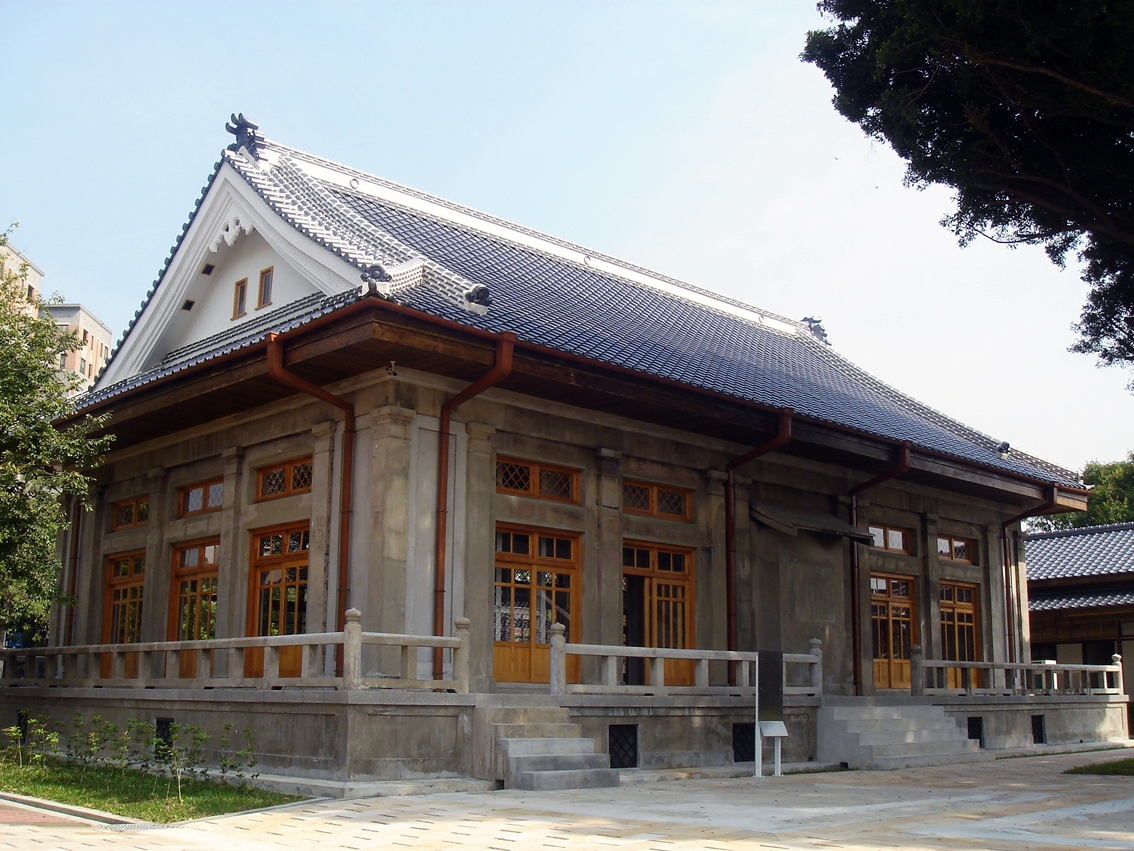
台中刑務所演武場

- 國家漫畫博物館（台中刑務所演武場、臺中刑務所典獄官舍、臺中刑務所浴場、臺中刑務所官舍群，整備中）
- 台中警察署廳舍
- 台中警察署宿舍（臺中文學館）
- 國立臺中教育大學前棟大樓
- 臺中市西區大同國民小學前棟大樓
- 孫立人將軍故居
- 林之助畫室
- 大屯郡守官舍
- 朝陽街日式宿舍群
- 林森路75號
- 彰化銀行繼光街宿舍
- 藍興福德祠新造安樂碑
- 國立台灣美術館（國寶：蓮池〈林玉山畫〉、重要古物：淡水風景（淡水）〈陳澄波畫〉、嘉義遊園地（嘉義公園）〈陳澄波畫〉、朝涼〈林之助畫〉）

### 藝文場所

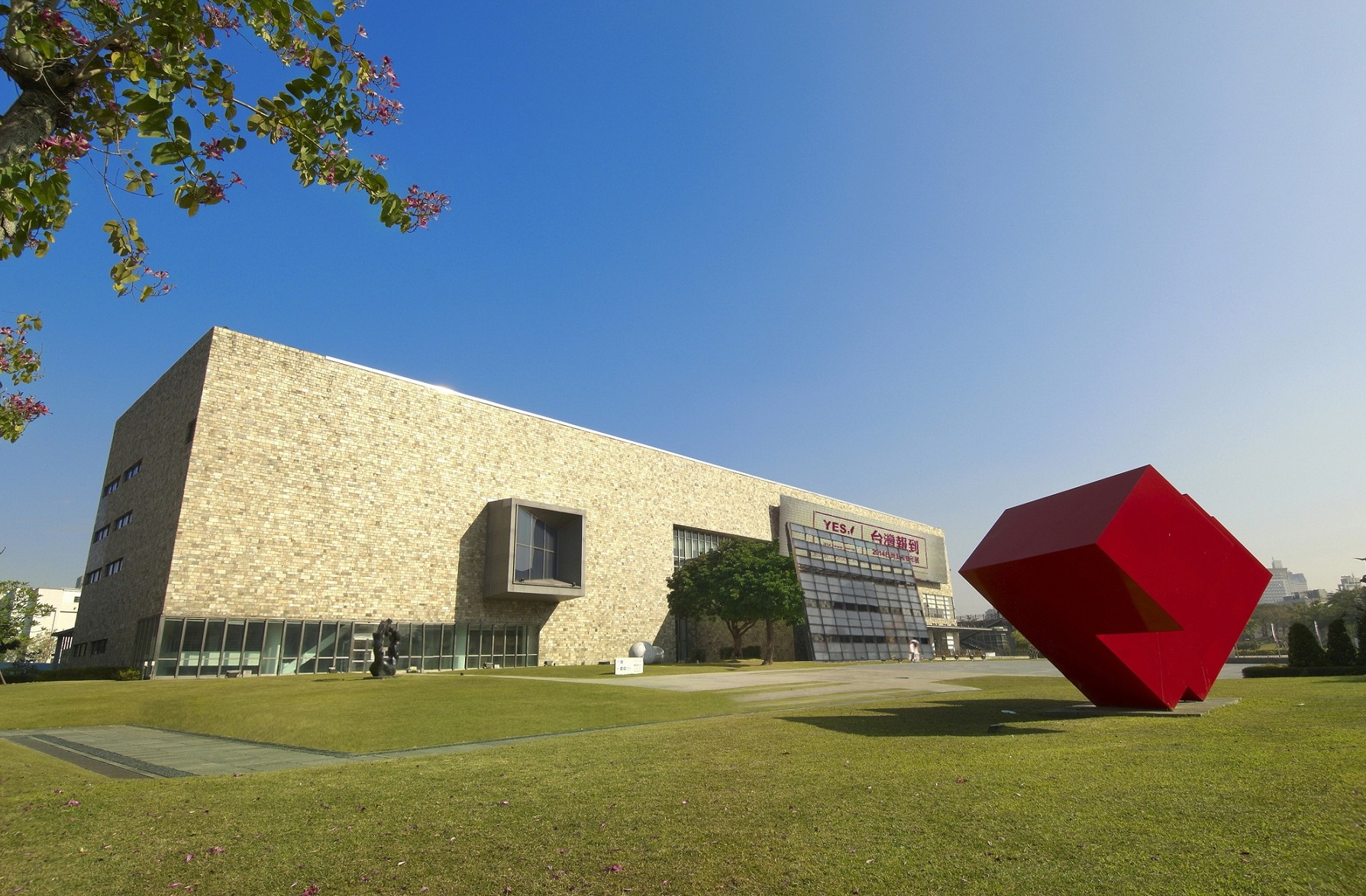
國立台灣美術館

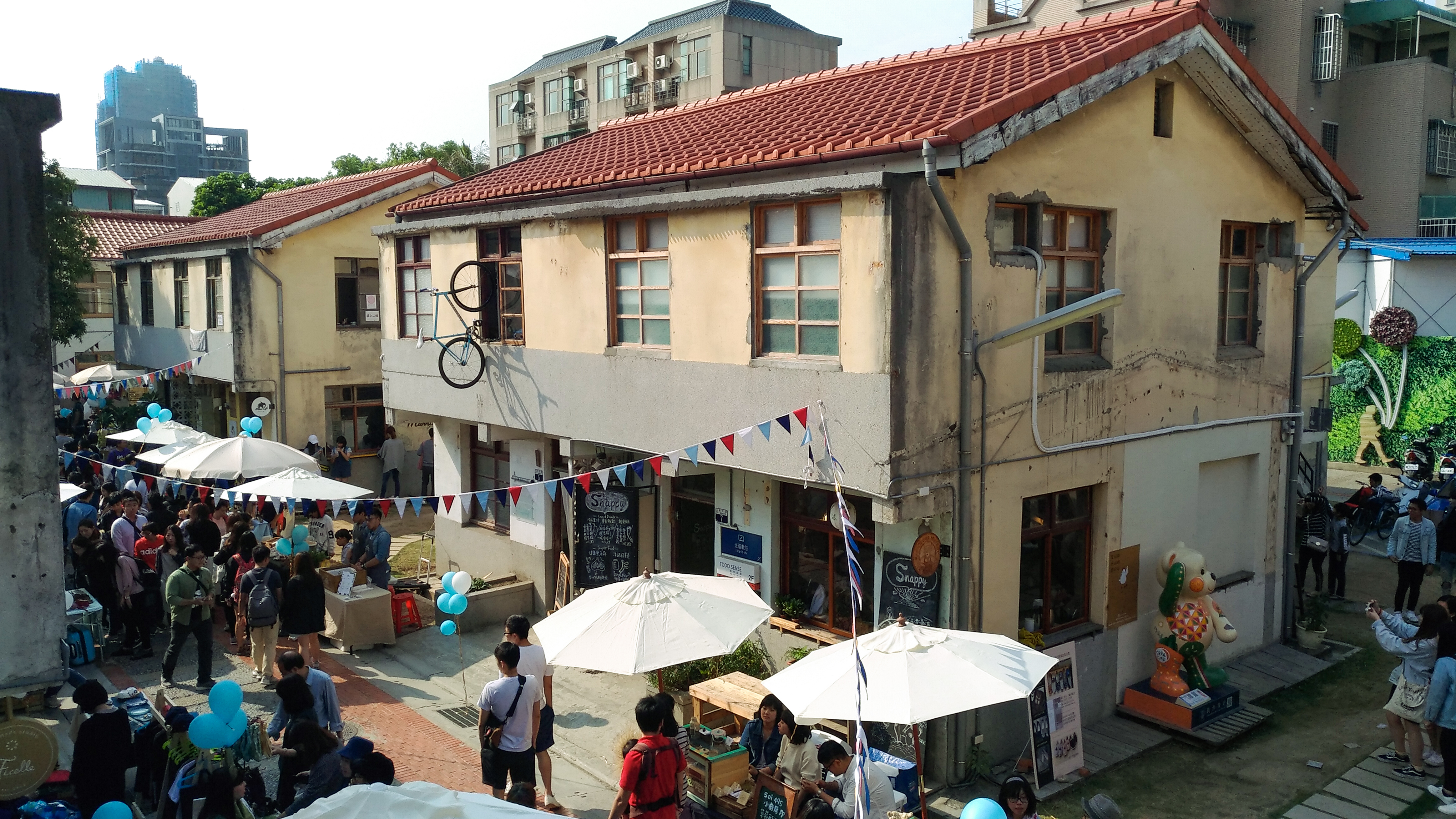
審計新村文創聚落

- 草悟道
  - 經國綠園道
  - 台中市民廣場
  - 國立台灣美術館
  - 臺中市大墩文化中心
  - 美術園道
  - 中興里福德祠
- 精誠商圈（精明一街）
- 大隆商圈（台中大隆創意市集）
- 河畔藝術街
- 後壠仔茄苳公
- 台中文學公園
- 范特喜微創文化文創群
- 審計368新創聚落

### 百貨飯店
- 勤美誠品綠園道
- 金典綠園道
- 廣三SOGO百貨
- 台中亞緻大飯店
- 全國大飯店
- 台中金典酒店
- 長榮桂冠酒店

## 外部連結
- 臺中市西區區公所 （页面存档备份，存于）
- 臺中市西區區公所的Facebook專頁